# Хроматическая адаптация
Хроматическая адаптация — способность зрительной системы человека приспосабливаться к изменениям освещенности, чтобы сохранить внешний вид цветов объекта. Он отвечает за стабильный внешний вид цветов объекта, несмотря на широкий разброс света, который может отражаться от объекта и наблюдаться нашими глазами. Функция преобразования хроматической адаптации имитирует этот важный аспект восприятия цвета в моделях цветовосприятия.
Объект можно рассматривать в различных условиях. Например, он может быть освещен солнечным светом, светом костра или ярким электроосвещением. Во всех этих ситуациях человеческое зрение воспринимает объект как имеющий один и тот же цвет: красное яблоко всегда кажется красным, независимо от того, смотрят ли на него ночью или днем. С другой стороны, камера без регулировки света может зарегистрировать яблоко как имеющее разный цвет. Эта особенность зрительной системы называется хроматической адаптацией, или цветопостоянством; когда подобная корректировка происходит в камере, она называется балансом белого.
Хотя зрительная система человека обычно поддерживает постоянство воспринимаемого цвета при различном освещении, бывают ситуации, когда относительная яркость двух различных стимулов будет казаться противоположной при различных уровнях освещенности. Например, ярко-желтые лепестки цветов будут казаться темными по сравнению с зелеными листьями при тусклом освещении, в то время как днем все наоборот. Это явление известно как эффект Пуркине и возникает потому, что пик чувствительности человеческого глаза смещается в сторону синего конца спектра при более низких уровнях освещенности.

## Преобразование фон Криса
Метод хроматической адаптации фон Криса — это приём, который иногда используется в обработке изображений с камер. Метод заключается в применении коэффициента усиления к каждому из спектральных откликов чувствительности колбочки человека таким образом, чтобы сохранить неизменным адаптированный внешний вид эталонного белого. Применение идеи Иоганна фон Криса об адаптивном усилении трех типов колбочек впервые было явно применено к проблеме постоянства цвета Гербертом Э. Айвсом, и этот метод иногда называют преобразованием Айвса или адаптацией фон Криса-Айвса.
Правило коэффициентов фон Криса основывается на предположении, что постоянство цвета достигается путем индивидуальной адаптации усиления трех ответов колбочек, причем усиление зависит от цветового контекста, то есть от истории цвета и окружения. Таким образом, отклики конуса от двух спектров излучения могут быть согласованы соответствующим выбором диагональных адаптационных матриц D1 и D2:
{\displaystyle c'=D_{1}\,S^{T}\,f_{1}=D_{2}\,S^{T}\,f_{2}}
где — {\displaystyle S}матрица чувствительности колбочки и {\displaystyle f}- спектр обусловливающего стимула. Это приводит к преобразованию фон Криса для хроматической адаптации в цветовом пространстве LMS (отклики длинноволнового, средне- и коротковолнового пространства отклика конуса):
{\displaystyle D=D_{1}^{-1}D_{2}={\begin{bmatrix}L_{2}/L_{1}&0&0\\0&M_{2}/M_{1}&0\\0&0&S_{2}/S_{1}\end{bmatrix}}}
Эта диагональная матрица D отображает ответы колбочек, или цвета, в одном состоянии адаптации на соответствующие цвета в другом; когда предполагается, что состояние адаптации определяется освещенностью, эта матрица полезна как преобразование адаптации к освещенности. Элементы диагональной матрицы D — это соотношения откликов колбочек (длинный, средний, короткий) для точки белого источника освещения.
Более полное преобразование фон Криса для цветов, представленных в цветовом пространстве XYZ или RGB, включает матричные преобразования в пространство LMS и из него, с диагональным преобразованием D в середине..

## Модели цветовосприятия CIE
Международная комиссия по освещению (CIE) опубликовала набор моделей цветовосприятия, большинство из которых включали функцию адаптации цвета. CIE L*a*b* (CIELAB) выполняет «простое» преобразование типа фон Криса в цветовом пространстве XYZ, в то время как CIELUV использует адаптацию точки белого типа Джадда (трансляционную)Две версии более полных моделей цветовосприятия, CIECAM97s и CIECAM02, каждая из которых включала функцию CAT, CMCCAT97 и CAT02 соответственно.Предшественником CAT02 является упрощенная версия CMCCAT97, известная как CMCCAT2000.